# Muna-Buton-Sprachen
Die Muna-Buton-Sprachen bilden einen Zweig der malayo-polynesischen Sprachen innerhalb der austronesischen Sprachen. Die Gruppe von eng miteinander verwandten Sprachen wird auf den Inseln Buton und Muna in Südostsulawesi gesprochen.
Einzelsprachen sind (Klassifikation nach Ethnologue 16/17):
- Kern Muna–Buton
  - Buton
    - Ost Buton: Lasalimu, Kumbewaha
    - West Buton: Cia-Cia

  - Muna
    -  ? Busoa
    - Munic
      -  ? Kaimbulawa
      - Westlich: Liabuku, Muna (Wuna), Pancana, Kioko
- Tukangbesi–Bonerate: Tukangbesi (Popalia), Bonerate

Busoa und Kaimbulawa sind nicht näher klassifiziert.